# Driozaur
Driozaur (Dryosaurus) – dwunożny, roślinożerny ornitopod będący bazalnym przedstawicielem kladu Iguanodontia, żyjący w późnej jurze na terenach dzisiejszej Ameryki Północnej. Jego skamieniałości odkryto na zachodzie USA. Miał mocno umięśnioną szczękę, zakończoną kostnym, bezzębnym dziobem. Długość - 3-4 metry, wagi 400 - 500 kg. Znaczenie nazwy: jaszczur drzewny, jaszczur leśny, jaszczur dąb.

Poza gatunkiem typowym (D. altus) do rodzaju Dryosaurus bywa też zaliczany afrykański gatunek D. lettowvorbecki, pierwotnie opisany jako należący do odrębnego rodzaju Dysalotosaurus. Nie ma jednak dowodów na to, że D. altus jest bliżej spokrewniony z nim niż z innymi przedstawicielami rodziny Dryosauridae, a co za tym idzie, że oba gatunki rzeczywiście można zaliczyć do tego samego rodzaju.